# Silvan Widmer
Silvan Dominic Widmer (Aarau, 5 marzo 1993) è un calciatore svizzero, difensore del Magonza e della nazionale svizzera.

## Caratteristiche tecniche
Terzino destro molto agile, con buona capacità di corsa possiede un buon colpo di testa, ottima corporatura, ha un gran senso della posizione in campo e può ricoprire tutti i ruoli sulla fascia destra; può giocare benissimo in una difesa a quattro e come esterno di centrocampo in un 3-5-2.

## Carriera

### Club

#### Aarau
La sua carriera da calciatore inizia nel 2010 quando viene acquistato dal Fussballclub Aarau 1902, società calcistica di Aarau, sua città natìa. Trascorre la sua prima stagione con la maglia bianconera nella formazione giovanile del club fino a debuttare in prima squadra la stagione successiva, esattamente il 23 luglio 2011, nella partita vinta contro il Winterthur.

#### Udinese
L'8 aprile 2012 viene ufficializzato che a partire dal successivo 1º luglio il giocatore sarà un tesserato del Granada, sodalizio spagnolo controllato da Giampaolo Pozzo, e che successivamente verrà trasferito all'Udinese. Esordisce con la maglia dell'Udinese il 1º agosto 2013 nella partita di qualificazione all'Europa League Široki Brijeg-Udinese (1-3), esordisce in campionato nella gara interna con la Fiorentina, da subentrato e il 9 gennaio 2014 fa il suo esordio in Coppa Italia giocando 90 minuti negli ottavi di finale di Udinese-Inter (1-0).
Segna il suo primo gol il 2 novembre 2014 contro il Genoa nella sconfitta interna subita per 4-2. Il giocatore ha nelle sue caratteristiche la correttezza e la pulizia nei propri Tackle, ma spesso è soggetto a infrazioni, la sua prima espulsione infatti arriva il 22 gennaio 2015 nella trasferta di Coppa Italia contro il Napoli, per doppia ammonizione, conclusasi con la vittoria dei partenopei ai calci di rigore. Il 23 dicembre 2017 trova il gol contro l'Hellas Verona nel 4-0 allo Stadio Friuli e si ripete il 30 dicembre contro il Bologna al Dall'Ara, segnando il primo dei due gol dei friulani.

#### Basilea
Il 12 luglio 2018 firma un contratto con il Basilea per la cifra record di 5,5 milioni di euro. Con l'allenatore Marcel Koller Basilea ha vinto la Coppa di Svizzera nella stagione 2018-2019. Widmer giocò cinque partite di coppa e segnò il gol della vittoria nella partita dei sedicesimi contro Winterthur.

#### Magonza
Il 9 luglio del 2021 firma con il Magonza per 2 milioni e mezzo di euro. Lo svizzero firma un contratto triennale, fino al 2024.

### Nazionale
Debutta con la nazionale Under-18 nel 2010 e, dopo aver collezionato 7 partite e una rete, passa nel 2011 nell'Under-19. Il 29 febbraio 2012 fa il suo esordio con la nazionale Under-21 giocando da titolare contro i pari età dell'Austria.
Il 14 ottobre 2014 debutta con la nazionale maggiore, subentrando a Stephan Lichtsteiner nel secondo tempo di San Marino-Svizzera (0-4), partita valevole per le qualificazioni a Euro 2016. Segna la sua prima rete in nazionale il 5 settembre 2020, nel pareggio casalingo contro la Germania, gara valevole per la UEFA Nations League.

## Statistiche

### Presenze e reti nei club
Statistiche aggiornate al 2 luglio 2021.
| Stagione        | Squadra         | Campionato      | Campionato | Campionato | Coppe nazionali | Coppe nazionali | Coppe nazionali | Coppe continentali | Coppe continentali | Coppe continentali | Altre coppe | Altre coppe | Altre coppe | Totale | Totale |
| Stagione        | Squadra         | Comp            | Pres       | Reti       | Comp            | Pres            | Reti            | Comp               | Pres               | Reti               | Comp        | Pres        | Reti        | Pres   | Reti   |
| --------------- | --------------- | --------------- | ---------- | ---------- | --------------- | --------------- | --------------- | ------------------ | ------------------ | ------------------ | ----------- | ----------- | ----------- | ------ | ------ |
| 2011-2012       | Aarau           | CL              | 29+2       | 3          | CS              | 2               | 0               | -                  | -                  | -                  | -           | -           | -           | 33     | 3      |
| 2012-2013       | Aarau           | CL              | 34         | 8          | CS              | 3               | 0               | -                  | -                  | -                  | -           | -           | -           | 37     | 8      |
| Totale Aarau    | Totale Aarau    | Totale Aarau    | 63+2       | 11         |                 | 5               | 0               |                    | -                  | -                  |             | -           | -           | 70     | 11     |
| 2013-2014       | Udinese         | A               | 16         | 0          | CI              | 4               | 0               | UEL                | 1                  | 0                  | -           | -           | -           | 21     | 0      |
| 2014-2015       | Udinese         | A               | 36         | 2          | CI              | 2               | 0               | -                  | -                  | -                  | -           | -           | -           | 38     | 2      |
| 2015-2016       | Udinese         | A               | 27         | 0          | CI              | 1               | 0               | -                  | -                  | -                  | -           | -           | -           | 28     | 0      |
| 2016-2017       | Udinese         | A               | 28         | 0          | CI              | 1               | 0               | -                  | -                  | -                  | -           | -           | -           | 29     | 0      |
| 2017-2018       | Udinese         | A               | 24         | 3          | CI              | 2               | 0               | -                  | -                  | -                  | -           | -           | -           | 26     | 3      |
| Totale Udinese  | Totale Udinese  | Totale Udinese  | 131        | 5          |                 | 10              | 0               |                    | 1                  | 0                  |             | -           | -           | 142    | 5      |
| 2018-2019       | Basilea         | SL              | 31         | 1          | CS              | 5               | 1               | UCL+UEL            | 1+4                | 0+0                | -           | -           | -           | 41     | 2      |
| 2019-2020       | Basilea         | SL              | 32         | 2          | CS              | 4               | 2               | UCL+UEL            | 4+10               | 0+2                | -           | -           | -           | 50     | 6      |
| 2020-2021       | Basilea         | SL              | 22         | 0          | CS              | 1               | 0               | UEL                | 3                  | 1                  | -           | -           | -           | 26     | 1      |
| Totale Basilea  | Totale Basilea  | Totale Basilea  | 85         | 3          |                 | 10              | 3               |                    | 22                 | 3                  |             | -           | -           | 117    | 9      |
| Totale carriera | Totale carriera | Totale carriera | 291        | 19         |                 | 25              | 3               |                    | 23                 | 3                  |             | -           | -           | 339    | 25     |

### Cronologia presenze e reti in nazionale
| Cronologia completa delle presenze e delle reti in nazionale ― Svizzera | Cronologia completa delle presenze e delle reti in nazionale ― Svizzera | Cronologia completa delle presenze e delle reti in nazionale ― Svizzera | Cronologia completa delle presenze e delle reti in nazionale ― Svizzera | Cronologia completa delle presenze e delle reti in nazionale ― Svizzera | Cronologia completa delle presenze e delle reti in nazionale ― Svizzera | Cronologia completa delle presenze e delle reti in nazionale ― Svizzera | Cronologia completa delle presenze e delle reti in nazionale ― Svizzera |
| Data                                                                    | Città                                                                   | In casa                                                                 | Risultato                                                               | Ospiti                                                                  | Competizione                                                            | Reti                                                                    | Note                                                                    |
| ----------------------------------------------------------------------- | ----------------------------------------------------------------------- | ----------------------------------------------------------------------- | ----------------------------------------------------------------------- | ----------------------------------------------------------------------- | ----------------------------------------------------------------------- | ----------------------------------------------------------------------- | ----------------------------------------------------------------------- |
| 14-10-2014                                                              | Serravalle                                                              | San Marino                                                              | 0 – 4                                                                   | Svizzera                                                                | Qual. Euro 2016                                                         | -                                                                       | 59’                                                                     |
| 27-3-2015                                                               | Lucerna                                                                 | Svizzera                                                                | 3 – 0                                                                   | Estonia                                                                 | Qual. Euro 2016                                                         | -                                                                       | 78’                                                                     |
| 31-3-2015                                                               | Zurigo                                                                  | Svizzera                                                                | 1 – 1                                                                   | Stati Uniti                                                             | Amichevole                                                              | -                                                                       | 46’                                                                     |
| 10-6-2015                                                               | Thun                                                                    | Svizzera                                                                | 3 – 0                                                                   | Liechtenstein                                                           | Amichevole                                                              | -                                                                       | 46’                                                                     |
| 17-11-2015                                                              | Vienna                                                                  | Austria                                                                 | 1 – 2                                                                   | Svizzera                                                                | Amichevole                                                              | -                                                                       | 88’                                                                     |
| 25-3-2016                                                               | Dublino                                                                 | Irlanda                                                                 | 1 – 0                                                                   | Svizzera                                                                | Amichevole                                                              | -                                                                       | 82’                                                                     |
| 28-5-2016                                                               | Ginevra                                                                 | Svizzera                                                                | 1 – 2                                                                   | Belgio                                                                  | Amichevole                                                              | -                                                                       | 64’                                                                     |
| 6-9-2016                                                                | Basilea                                                                 | Svizzera                                                                | 2 – 0                                                                   | Portogallo                                                              | Qual. Mondiali 2018                                                     | -                                                                       | 70’                                                                     |
| 1-6-2017                                                                | Neuchâtel                                                               | Svizzera                                                                | 1 – 0                                                                   | Bielorussia                                                             | Amichevole                                                              | -                                                                       | 46’                                                                     |
| 5-9-2020                                                                | Basilea                                                                 | Svizzera                                                                | 1 – 1                                                                   | Germania                                                                | UEFA Nations League 2020-2021 - 1º turno                                | 1                                                                       |                                                                         |
| 10-10-2020                                                              | Madrid                                                                  | Spagna                                                                  | 1 – 0                                                                   | Svizzera                                                                | UEFA Nations League 2020-2021 - 1º turno                                | -                                                                       | 86’                                                                     |
| 13-10-2020                                                              | Colonia                                                                 | Germania                                                                | 3 – 3                                                                   | Svizzera                                                                | UEFA Nations League 2020-2021 - 1º turno                                | -                                                                       |                                                                         |
| 11-11-2020                                                              | Lovanio                                                                 | Belgio                                                                  | 2 – 1                                                                   | Svizzera                                                                | Amichevole                                                              | -                                                                       | 46’                                                                     |
| 28-3-2021                                                               | San Gallo                                                               | Svizzera                                                                | 1 – 0                                                                   | Lituania                                                                | Qual. Mondiali 2022                                                     | -                                                                       | 65’                                                                     |
| 31-3-2021                                                               | San Gallo                                                               | Svizzera                                                                | 3 – 2                                                                   | Finlandia                                                               | Amichevole                                                              | -                                                                       | 46’                                                                     |
| 30-5-2021                                                               | San Gallo                                                               | Svizzera                                                                | 2 – 1                                                                   | Stati Uniti                                                             | Amichevole                                                              | -                                                                       |                                                                         |
| 16-6-2021                                                               | Roma                                                                    | Italia                                                                  | 3 – 0                                                                   | Svizzera                                                                | Euro 2020 - 1º turno                                                    | -                                                                       | 58’                                                                     |
| 20-6-2021                                                               | Baku                                                                    | Svizzera                                                                | 3 – 1                                                                   | Turchia                                                                 | Euro 2020 - 1º turno                                                    | -                                                                       | 90+2’                                                                   |
| 28-6-2021                                                               | Bucarest                                                                | Francia                                                                 | 3 – 3 dts (4 – 5 dtr)                                                   | Svizzera                                                                | Euro 2020 - Ottavi di finale                                            | -                                                                       | 73’                                                                     |
| 2-7-2021                                                                | San Pietroburgo                                                         | Svizzera                                                                | 1 – 1 dts (1 – 3 dtr)                                                   | Spagna                                                                  | Euro 2020 - Quarti di finale                                            | -                                                                       | 67’ 101’                                                                |
| 1-9-2021                                                                | Basilea                                                                 | Svizzera                                                                | 2 – 1                                                                   | Grecia                                                                  | Amichevole                                                              | -                                                                       | 46’                                                                     |
| 5-9-2021                                                                | Basilea                                                                 | Svizzera                                                                | 0 – 0                                                                   | Italia                                                                  | Qual. Mondiali 2022                                                     | -                                                                       |                                                                         |
| 8-9-2021                                                                | Belfast                                                                 | Irlanda del Nord                                                        | 0 – 0                                                                   | Svizzera                                                                | Qual. Mondiali 2022                                                     | -                                                                       | 86’                                                                     |
| 9-10-2021                                                               | Lancy                                                                   | Svizzera                                                                | 2 – 0                                                                   | Irlanda del Nord                                                        | Qual. Mondiali 2022                                                     | -                                                                       | 81’                                                                     |
| 12-10-2021                                                              | Vilnius                                                                 | Lituania                                                                | 0 – 4                                                                   | Svizzera                                                                | Qual. Mondiali 2022                                                     | -                                                                       |                                                                         |
| 12-11-2021                                                              | Roma                                                                    | Italia                                                                  | 1 – 1                                                                   | Svizzera                                                                | Qual. Mondiali 2022                                                     | 1                                                                       |                                                                         |
| 15-11-2021                                                              | Lucerna                                                                 | Svizzera                                                                | 4 – 0                                                                   | Bulgaria                                                                | Qual. Mondiali 2022                                                     | -                                                                       |                                                                         |
| 26-3-2022                                                               | Londra                                                                  | Inghilterra                                                             | 2 – 1                                                                   | Svizzera                                                                | Amichevole                                                              | -                                                                       | 36’                                                                     |
| 2-6-2022                                                                | Praga                                                                   | Rep. Ceca                                                               | 2 – 1                                                                   | Svizzera                                                                | UEFA Nations League 2022-2023 - 1º turno                                | -                                                                       |                                                                         |
| 9-6-2022                                                                | Lancy                                                                   | Svizzera                                                                | 0 – 1                                                                   | Spagna                                                                  | UEFA Nations League 2022-2023 - 1º turno                                | -                                                                       |                                                                         |
| 12-6-2022                                                               | Lancy                                                                   | Svizzera                                                                | 1 – 0                                                                   | Portogallo                                                              | UEFA Nations League 2022-2023 - 1º turno                                | -                                                                       | 34’ 46’                                                                 |
| 24-9-2022                                                               | Saragozza                                                               | Spagna                                                                  | 1 – 2                                                                   | Svizzera                                                                | UEFA Nations League 2022-2023 - 1º turno                                | -                                                                       |                                                                         |
| 27-9-2022                                                               | San Gallo                                                               | Svizzera                                                                | 2 – 1                                                                   | Rep. Ceca                                                               | UEFA Nations League 2022-2023 - 1º turno                                | -                                                                       |                                                                         |
| 17-11-2022                                                              | Abu Dhabi                                                               | Ghana                                                                   | 2 – 0                                                                   | Svizzera                                                                | Amichevole                                                              | -                                                                       | 59’ 62’                                                                 |
| 24-11-2022                                                              | Al Wakrah                                                               | Svizzera                                                                | 1 – 0                                                                   | Camerun                                                                 | Mondiali 2022 - 1º turno                                                | -                                                                       |                                                                         |
| 28-11-2022                                                              | Doha                                                                    | Brasile                                                                 | 1 – 0                                                                   | Svizzera                                                                | Mondiali 2022 - 1º turno                                                | -                                                                       | 86’                                                                     |
| 2-12-2022                                                               | Doha                                                                    | Serbia                                                                  | 2 – 3                                                                   | Svizzera                                                                | Mondiali 2022 - 1º turno                                                | -                                                                       | 15’                                                                     |
| 25-3-2023                                                               | Novi Sad                                                                | Bielorussia                                                             | 0 – 5                                                                   | Svizzera                                                                | Qual. Euro 2024                                                         | -                                                                       |                                                                         |
| 28-3-2023                                                               | Lancy                                                                   | Svizzera                                                                | 3 – 0                                                                   | Israele                                                                 | Qual. Euro 2024                                                         | 1                                                                       | 90’                                                                     |
| 23-3-2024                                                               | Copenaghen                                                              | Danimarca                                                               | 0 – 0                                                                   | Svizzera                                                                | Amichevole                                                              | -                                                                       | 65’                                                                     |
| 26-3-2024                                                               | Dublino                                                                 | Irlanda                                                                 | 0 – 1                                                                   | Svizzera                                                                | Amichevole                                                              | -                                                                       | 59’ 64’                                                                 |
| 4-6-2024                                                                | Lucerna                                                                 | Svizzera                                                                | 4 – 0                                                                   | Estonia                                                                 | Amichevole                                                              | -                                                                       | 61’                                                                     |
| 8-6-2024                                                                | San Gallo                                                               | Svizzera                                                                | 1 – 1                                                                   | Austria                                                                 | Amichevole                                                              | 1                                                                       |                                                                         |
| 15-6-2024                                                               | Colonia                                                                 | Ungheria                                                                | 1 – 3                                                                   | Svizzera                                                                | Euro 2024 - 1º turno                                                    | -                                                                       | 5’ 68’                                                                  |
| 19-6-2024                                                               | Colonia                                                                 | Scozia                                                                  | 1 – 1                                                                   | Svizzera                                                                | Euro 2024 - 1º turno                                                    | -                                                                       | 86’                                                                     |
| 23-6-2024                                                               | Francoforte sul Meno                                                    | Svizzera                                                                | 1 – 1                                                                   | Germania                                                                | Euro 2024 - 1º turno                                                    | -                                                                       | 81’                                                                     |
| 6-7-2024                                                                | Düsseldorf                                                              | Inghilterra                                                             | 1 – 1 dts (5 - 3 dtr)                                                   | Svizzera                                                                | Euro 2024 - Quarti di finale                                            | -                                                                       | 63’ 85’                                                                 |
| 5-9-2024                                                                | Copenaghen                                                              | Danimarca                                                               | 2 – 0                                                                   | Svizzera                                                                | UEFA Nations League 2024-2025 - 1º turno                                | -                                                                       | 47’ 65’                                                                 |
| 12-10-2024                                                              | Leskovac                                                                | Serbia                                                                  | 2 – 0                                                                   | Svizzera                                                                | UEFA Nations League 2024-2025 - 1º turno                                | -                                                                       | 23’ 46’                                                                 |
| 7-6-2025                                                                | Salt Lake City                                                          | Messico                                                                 | 2 – 4                                                                   | Svizzera                                                                | Amichevole                                                              | -                                                                       | 86’                                                                     |
| Totale                                                                  |                                                                         | Presenze                                                                | 50                                                                      |                                                                         | Reti                                                                    | 4                                                                       |                                                                         |

## Palmarès

### Club
- Coppa Svizzera: 1

Basilea: 2018-2019
- Challenge League: 1

Aarau: 2012-2013